# Geología de la República Dominicana
La geología de la República Dominicana forma parte integral de la compleja historia geológica de la isla de La Española, compartida con Haití. Esta historia se caracteriza por la formación y colisión de múltiples arcos de islas volcánicas con el margen de la placa de América del Norte, lo que ha dado lugar a una diversidad de formaciones geológicas y estructuras tectónicas. La interacción de estas placas ha moldeado el relieve actual del país, incluyendo sus cordilleras, fallas y cuencas sedimentarias.

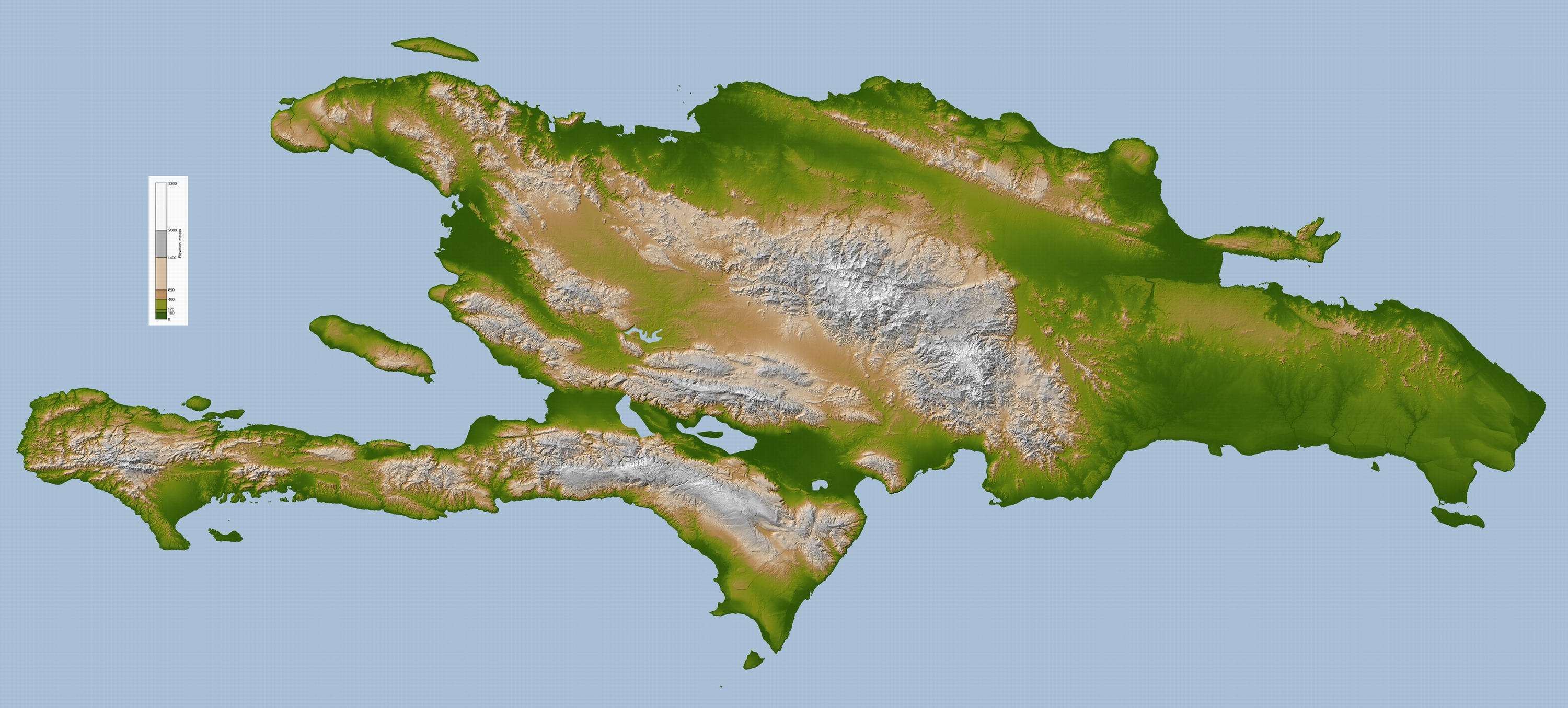
Isla La Española

A lo largo de millones de años, procesos como el vulcanismo, el metamorfismo, el plutonismo y la sedimentación han contribuido a la formación de las diversas unidades geológicas presentes en el territorio dominicano. Estos procesos han dejado un registro geológico que permite a los científicos reconstruir la evolución tectónica y paleogeográfica de la región, así como entender la distribución de los recursos naturales del país.

## Historia geológica, estratigrafía y tectónica
A principios del Cretácico, se formaron las rocas más antiguas mediante plutonismo en un arco insular. Antes del Aptiano, la emergente región oriental fue levantada, probablemente por la colisión de un arco volcánico. En total, se han identificado 11 arcos insulares en La Española. Entre el Albiano y el Campaniense, la actividad sísmico-volcánica continuó bajo el agua, desarrollando plutonismo, metamorfismo y vulcanismo. En el Campaniense, se produjo una segunda colisión de arcos, y la picrita del Complejo Duarte ha sido interpretada como canales oceánicos tipo punto caliente, comparables a los de Galápagos.
La Cordillera Central muestra peridotita obducida del Cretácico medio sobre una zona de cizallamiento con esquistos miloníticos y filoníticos (Formación Maimón). Al norte, estas rocas se extienden hasta la Formación volcánica y sedimentaria Los Ranchos, que se encuentran cubiertas en discordancia por calizas del Albiano-Cenomaniense.
Además, estudios en la Cordillera Oriental reportan hasta 6 km de volcanitas y volcaniclásticas del Cretácico superior, con episodios de fallas y subsidencia anómalas en el talud passivo.

## Paleógeno y Tectónica Cenozoica
En el Paleógeno (iniciando el Cenozoico), continuaron el vulcanismo, metamorfismo y plutonismo submarino hasta el Eoceno. A mediados del Eoceno, los arcos insulares colisionaron con el margen sur de la placa Norteamericana (Florida-Bahamas), originando extensas plataformas carbonáticas y el fin de la actividad magmática. Surgieron importantes fracturas de rumbo este-oeste y los arcos previamente sumergidos emergieron y comenzaron a erosionarse.
Desde el Mioceno hasta la actualidad, la compresión entre el Caribe y Norteamérica, sumada a la interacción con mesetas oceánicas, generó fallas oblicuas y nueve grandes cordilleras delimitadas por ellas. La Cordillera Septentrional marca el límite entre las placas Norteamericana y Caribeña; su historia tectónica incluye plegamientos y fallas transpresivas desde el Paleoceno al Plioceno, afectando sobre todo a los carbonatos marinos del Eoceno.

## Recursos naturales y mineralización
Entre los recursos minerales más relevantes se encuentra el depósito de Pueblo Viejo, uno de los mayores yacimientos de oro a cielo abierto del mundo. Se encuentra en la Formación Los Ranchos, en una cuenca pequeña que registra estratos desde conglomerados a arenisca carbonácea e incluye fósiles vegetales, que evidencian la cercanía a zonas terrestres. Las vetas mineralizadas contienen oro gracias a procesos hidrotermales sobre estructuras grietas y grietas llenas de cuarzo y pirofilita.
El modelo geológico de Pueblo Viejo indica mineralización de alta sulfuración asociada a depósitos epithermales, diferente de sistemas máfico-felsicos de arcos insulares. Confirmaciones isotópicas (Re-Os y U-Pb) validan su coetaneidad con la Formación Los Ranchos.

## Morfología y tectónica moderna
El relieve de la República Dominicana presenta una compleja morfología dominada por sistemas montañosos alineados en dirección noroeste-sureste, como resultado de una prolongada evolución tectónica. Las principales cordilleras del país incluyen la Cordillera Central —que alberga el Pico Duarte, el punto más alto de Las Antillas—, la Cordillera Septentrional, la Cordillera Oriental, y las sierras del Bahoruco y Neiba. Estas formaciones emergieron por fases de compresión y deformación relacionadas con la colisión y subducción de placas tectónicas durante el Mesozoico y el Cenozoico. Posteriormente, estas estructuras fueron modificadas por deformaciones transcurrentes, es decir, desplazamientos horizontales entre bloques tectónicos a lo largo de fallas activas.
A nivel regional, estas cadenas montañosas corresponden a bloques tectónicos elevados o cabalgados (overthrust blocks) sobre antiguos terrenos de arcos insulares y mesetas oceánicas, conectados por zonas de falla que también actúan como límites de placas. Muchas de las depresiones entre cordilleras, como el Valle del Cibao y la Hoya de Enriquillo, corresponden a zonas de subsidencia o a grabens tectónicos delimitados por fallas normales y de desgarre. En conjunto, esta configuración refleja un régimen tectónico complejo donde interactúan compresión, transpresión y extensión en diferentes momentos geológicos.
Entre las estructuras más significativas de la tectónica moderna se encuentra la Falla de Enriquillo-Plantain Garden, que atraviesa el sur de la isla desde Jamaica hasta la península de Barahona. Esta falla es una de las principales zonas de acomodación del movimiento lateral entre la placa del Caribe y la placa Norteamericana, con una tasa de desplazamiento estimada de aproximadamente 20 milímetros por año. Su actividad ha sido responsable de terremotos significativos en la región, como el devastador sismo de Haití en 2010. En territorio dominicano, la falla también es una fuente potencial de sismicidad importante, afectando zonas como San Juan, Azua y Barahona. Además, otras fallas activas como la falla Septentrional, en el norte del país, también acomodan parte del movimiento tectónico lateral, reforzando el carácter sísmicamente activo del territorio nacional.
Estas condiciones tectónicas, junto con la morfología montañosa, explican no solo la presencia de cadenas montañosas y depresiones, sino también la vulnerabilidad sísmica de la isla y la complejidad de su geodinámica regional. La continua interacción entre las placas genera riesgos geológicos como terremotos y, en menor medida, deslizamientos de tierra en zonas montañosas, lo que hace fundamental el monitoreo geológico y sísmico para la planificación del territorio y la mitigación de desastres.